# 67 Batalion Ochrony Pogranicza
Samodzielny Batalion Ochrony Pogranicza nr 67 – zlikwidowany samodzielny pododdział Wojsk Ochrony Pogranicza pełniący służbę na granicy polsko-czechosłowackiej.

## Formowanie i zmiany organizacyjne
Na podstawie rozkazu Ministra Obrony Narodowej nr 055/org. z 20 marca 1948, na bazie Katowickiego Oddziału WOP nr 10, sformowano 21 Brygadę Ochrony Pogranicza, a 46 komendę odcinka WOP przemianowano na batalion Ochrony Pogranicza nr 67 z miejscem dyslokacji w Raciborzu ul. Dąbrowskiego 2. JW 4132 (Zarządzenie SzSG Nr 0039/Org. z 11.08.1948).
Rozkazem Ministra Obrony Narodowej nr 205/Org. z 4 grudnia 1948, z dniem 1 stycznia 1949, Wojska Ochrony Pogranicza podporządkowano Ministerstwu Bezpieczeństwa Publicznego (MBP). Zaopatrzenie batalionu przejęła Komenda Wojewódzka Milicji Obywatelskiej.
1 stycznia 1951, na podstawie rozkazu MBP nr 043/org. z 3 czerwca 1950, na bazie 21 Brygady Ochrony Pogranicza, sformowano 4 Brygadę Wojsk Ochrony Pogranicza, a 67 batalion Ochrony Pogranicza przemianowano na 43 batalion WOP.

## Struktura organizacyjna
Dyslokacja 67 batalionu Ochrony Pogranicza :
- dowództwo i pododdziały przysztabowe – Racibórz
- 209 strażnica Ochrony Pogranicza Gorzyce
- 210 strażnica Ochrony Pogranicza Chałupki
- 211 strażnica Ochrony Pogranicza Owsiszcze
- 212 strażnica Ochrony Pogranicza Krzanowice
- 213 strażnica Ochrony Pogranicza Kietrz
- 214 strażnica Ochrony Pogranicza Ściborzyce Wielkie.